# قنومة كبيرة الرأس
قنومة كبيرة الرأس (الاسم العلمي:Mormyrus macrocephalus) هي نوع من الأسماك تتبع جنس القنومة من فصيلة الأسماك القنومية.